# Kabel (jezioro)
Kabel – starorzecze w Polsce, w Toruniu.

## Położenie i charakterystyka
Jezioro leży w Kotlinie Toruńskiej, w zachodniej części Torunia, w częściach miasta Bydgoskie Przedmieście i Starotoruńskie Przedmieście. Natomiast w regionalizacji przyrodniczo-leśnej – w mezoregionie Kotliny Toruńsko-Płockiej. Leży na terenie zlewni bezpośredniej Wisły ze zlewnią elementarną Wisła od Małej Wisełki do Kan. Zielona Struga. Określane jest jako płynący obiekt wodny.
Leży na obszarze Natura 2000 Dolina Dolnej Wisły.

## Morfometria
Powierzchnia starorzeczy wynosi 9,7 ha. Według numerycznego modelu terenu udostępnionego przez Geoportal lustro wody znajduje się na wysokości 35,0 m n.p.m.